# Libériai dollár
A libériai dollár Libéria hivatalos pénzneme.

## Bankjegyek

### 2000-es sorozat
- 5 LRD: Edward J Roye, az ország 5. elnöke
- 10 LRD: Joseph Jenkins Roberts, az ország 1. elnöke
- 20 LRD: William V S Tubman, 1944-1971 között elnök
- 50 LRD: Samuel Kayon Doe, 1980-1990 között elnök
- 100 LRD: William R Tolbert, 1971-1980 között elnök

### 2016-os sorozat
2016. október 6-án új bankjegysorozatot bocsátottak ki.
| Névérték   | Méret       | Szín        | Leírás                                    | Leírás                                 | Dátumok   | Dátumok          | Dátumok     | Dátumok |
| Névérték   | Méret       | Szín        | Előoldal                                  | Hátoldal                               | nyomtatás | kibocsátás       | visszavonás |         |
| ---------- | ----------- | ----------- | ----------------------------------------- | -------------------------------------- | --------- | ---------------- | ----------- | ------- |
| 5 dollár   | 133 x 66 mm | lila        | Edward James Roye, Libéria 5. elnöke      | rizst szedő nő, a Központi Bank logója | 2016      | 2016. október 6. | forgalomban |         |
| 10 dollár  | 133 x 66 mm | kék         | Joseph Jenkins Roberts, Libéria 1. elnöke | egy férfi megérinti a kaucsukfát       | 2016      | 2016. október 6. | forgalomban |         |
| 500 dollár | 143 x 66 mm | kék, ibolya | két férfi és egy nő nemzeti viseletben    | két víziló                             | 2017      | 2017. január 20. | forgalomban |         |

### 2022-es sorozat
| Névérték    | Méret       | Szín   | Leírás                        | Leírás                                                         | Dátumok   | Dátumok    | Dátumok     | Dátumok |
| Névérték    | Méret       | Szín   | Előoldal                      | Hátoldal                                                       | nyomtatás | kibocsátás | visszavonás |         |
| ----------- | ----------- | ------ | ----------------------------- | -------------------------------------------------------------- | --------- | ---------- | ----------- | ------- |
| 20 dollár   | 133 x 66 mm | barna  | William V. S. Tubman elnök    | fiatal férfiak talicskákkal, a Libéria Központi Bank címere    | 2022      | 2022       | forgalomban |         |
| 50 dollár   | 143 x 66 mm | vörös  | Samuel K. Doe elnök           | pálmaültetvényen dolgozó ember, a Libéria Központi Bank címere | 2022      | 2022       | forgalomban |         |
| 100 dollár  | 143 x 66 mm | zöld   | William R. Tolbert, Jr. elnök | nő és lánya, a Libéria Központi Bank címere                    | 2021      | 2021       | forgalomban |         |
| 500 dollár  | 143 x 66 mm | ibolya | 7 nő varja Libéria zászlaját  | víziló és az ő kicsinye, a Libéria Központi Bank címere        | 2022      | 2022       | forgalomban |         |
| 1000 dollár | 143 x 66 mm | kék    | 16 törzsi maszk               | libériai Capitolium, a Libéria Központi Bank címere            | 2022      | 2022       | forgalomban |         |

## Külső hivatkozások
- bankjegyek képei